# Principle of My Soul
《Principle of My Soul》는 나얼의 첫 정규 음반이다. 2005년에 발매했던 《Back To The Soul Flight》는 리메이크 음반이라 정규가 아니다. 일반판과 한정판으로 발매했다. 한정판은 CD 와 EP (도너츠 엘피) 와 도무송 스티커 (톰슨 스티커의 일본식 발음) 2장과 엽서 4장으로 이뤄졌다. 도너츠 엘피에는 1번 트랙 Soul Fever와 3번 트랙 〈You & Me〉가 들어있다.

## 일정
- 9월 3일 첫번째 티저영상을 공개했다.
- 9월 10일 두번째 티저영상을 공개했다.
- 9월 17일 릴테이프 녹음 메이킹 영상 및 앨범 작업기를 공개했다.
- 9월 20일 솔로 1집 앨범을 발매하였고 `바람기억` 뮤직비디오를 공개했다.

## 수록곡
| #   | 제목                   | 작사                   | 작곡 | 편곡         | 재생 시간 |
| --- | ---------------------- | ---------------------- | ---- | ------------ | --------- |
| 1.  | 〈Soul Fever〉 (Intro) | 나얼                   | 나얼 | DON SPIKE    | 4:23      |
| 2.  | 〈기억리듬〉           | 나얼                   | 나얼 | 나얼, 전홍준 | 5:01      |
| 3.  | 〈You & Me〉           | 나얼, 김주연 (Joo Kim) | 나얼 | 나얼         | 4:07      |
| 4.  | 〈My Girl〉            | 나얼                   | 나얼 | 강화성       | 4:06      |
| 5.  | 〈Missing You〉        | 나얼                   | 나얼 | 나얼, 전홍준 | 4:04      |
| 6.  | 〈Love Dawn〉          |                        | 나얼 | DON SPIKE    | 2:43      |
| 7.  | 〈바람기억〉           | 나얼                   | 나얼 | 강화성       | 5:08      |
| 8.  | 〈이별시작〉           | 나얼                   | 나얼 | 강화성       | 4:35      |
| 9.  | 〈여전히 난〉          | 나얼                   | 나얼 | DON SPIKE    | 4:30      |
| 10. | 〈Stone Of Zion〉      | 나얼, 김주연 (Joo Kim) | 나얼 | 나얼, 강화성 | 5:21      |
| 37. | 〈Yu Bwana〉 (CD only) |                        |      |              | 4:48      |

## 수상
- 제10회 한국대중음악상 최우수 알앤비&소울 음반부문
- 제10회 한국대중음악상 최우수 알앤비&소울 노래부문 〈바람기억〉